# Renate Bartsch
Renate Irmtraut Bartsch (Koningsbergen, 12 december 1939) is een Duitse taalfilosoof. Zij was van 1974 tot 2004 hoogleraar aan de Universiteit van Amsterdam.

## Carrière
Bartsch promoveerde in 1967 aan de Universiteit van Heidelberg op een proefschrift getiteld Grundzüge einer empiristischen Bedeutungstheorie. In 1973 werd ze benoemd tot hoogleraar formele talen in Bielefeld, maar een jaar later vertrok ze naar Amsterdam: ze was hoogleraar taalfilosofie aan de Universiteit van Amsterdam van 1974 tot haar emeritaat in 2004.
Bartsch werd in 2000 lid van de Koninklijke Nederlandse Academie van Wetenschappen.